# Karl Etzel
Karl (von) Etzel (født 6. januar 1812 i Stuttgart, død 2. maj 1865), var en tysk jernbaneingeniør.
Efter at have uddannet sig som arkitekt gik Etzel 1835 til Paris, hvor han snart blev knyttet til jernbaneanlægget til Saint Germain under Benoît Clapeyrons ledelse, og efter en studierejse til England, til Versaillesbanen. År 1838 vendte han hjem til Württemberg, men snart efter gik han til Wien, hvor han sammen med Ludwig Förster virkede som arkitekt i nogle år.
År 1843 indtrådte Etzel i den württembergske statstjeneste og projekterede og udførte det første jernbanenet her, og 1852 kaldtes han til Basel, hvor han overtog ledelsen af det schweiziske centralbaneselskabs anlæg med dets mange broer, tunneller (Sillbroen i Sankt Gallen, Aarebroerne ved Olten og Bern, Haunsteintunnelen). Herefter kaldtes han til Wien for som direktør at lede sydbaneselskabets anlæg, hvor han foruden mange andre jernbaner projekterede og byggede Brennerbanen, hvis fuldendelse han dog ikke oplevede. Etzel var foruden sin betydelige tekniske dygtighed i besiddelse af et stort organisationstalent.